# 拉维斯
拉维斯（義大利語：Lavis），是意大利特伦托自治省的一个市镇。总面积12.44平方公里，人口8588人，人口密度690.4人/平方公里（2009年）。ISTAT代码为022103。